# Fundación Pérez Scremini
La Fundación Pérez Scremini es una fundación sin fines de lucro uruguaya que trabaja por la cura del cáncer infantil. Se encuentra ubicada en Bulevard Gereral Artigas 1556, Montevideo.

## Historia
Lleva el nombre en homenaje a Pérez Scremini. Tiene a su cargo el Servicio Hemato Oncológico Pediátrico del Hospital Pereira Rossell, donde trabajan 160 personas.
La fundación es parte de Alianza Global San Judas (St. Jude Global Alliance) programa dedicado a aumentar las tasas de supervivencia de los niños con cáncer. La fundación cuenta con el fuerte aporte de particulares, voluntarios y de ASSE.
La atención que se brinda, no tiene costo para las familias e incluye consultas médicas, estudios, tratamientos, medicamentos, internación con un total de 19 camas, traslados, alimentación y apoyo psicosocial.
En 2024, la fundación atiende a unos 1400 niños al año y sesenta por ciento provienen del interior del país.
Entre las asociaciones, empresas y personalidades que apoyan a la asociación son padrinos el deportista Luis Suárez y Sofía Balbi.